# Koulpalga
Ne doit pas être confondu avec Koulpèlga.
Koulpalga est une commune située dans le département de Soudougui de la province de Koulpélogo dans la région du Centre-Est au Burkina Faso.

## Démographie
| 2003 | 2006 | 2012 |
| ---- | ---- | ---- |
| 874  | 859  | -    |